# Tresler
Tresler – polski herb szlachecki z nobilitacji.

## Opis herbu
Opis z wykorzystaniem zasad blazonowania, zaproponowanych przez Alfreda Znamierowskiego:
Na tarczy dwudzielnej w słup, w polu prawym, czarnym, połukotwica srebrna;
W polu lewym, srebrnym, lew złoty, wspięty, ukoronowany, trzymający miecz.
Klejnot: między dwiema strzałami srebrnymi w klin, pół lwa z mieczem, jak w godle.
Labry czarne, podbite srebrem.

## Najwcześniejsze wzmianki
Nadany Janowi Treslerowi, kapitanowi straży morskiej, 18 marca 1569.

## Herbowni
Ponieważ herb Tresler był herbem własnym, prawo do posługiwania się nim przysługuje tylko jednemu rodowi herbownemu:
Tresler.